# Trudowoje (rejon taszliński)
Trudowoje (ros. Трудовое) – wieś (sieło) w Rosji, w obwodzie orenburskim, w rejonie taszlińskim. W 2010 liczyła 872 mieszkańców.